# 徳島雅彦
徳島 雅彦（とくしま まさひこ、1973年 - ）は、株式会社B.B.スタジオに所属するゲーム監督。群馬県出身。

## プロフィール
株式会社ベック時代はチームホワイトディンゴを率いていた。外伝シリーズに代表される、ガンダムファンも唸るこだわりの作りこみや演出が特徴。セガサターンの『外伝シリーズ（THE BLUE DESTINY）』は、脱キャラゲーのガンダムゲームの金字塔となっている。続くドリームキャストの『機動戦士ガンダム外伝 コロニーの落ちた地で…』は、強烈なミリタリー色の強さで現在でも熱狂的なファンの支持を得ている。PS2の『ガンダム戦記』では、スタイリッシュなオープニングやBGMに、萌え要素を取り入れるなど、幅の広い作風を持つ。

## 主な作品
- セガサターン『機動戦士ガンダム外伝I 戦慄のブルー』
  - 監督、ゲームデザイン、演出、設定・シナリオ監修、モーションデザイン、グラフィック
- セガサターン『機動戦士ガンダム外伝II 蒼を受け継ぐ者』
  - 監督、ゲームデザイン、演出、設定・シナリオ監修、モーションデザイン、グラフィック
- セガサターン『機動戦士ガンダム外伝III 裁かれし者』
  - 監督、ゲームデザイン、演出、設定・シナリオ監修、モーションデザイン、グラフィック
- ドリームキャスト『機動戦士ガンダム外伝 コロニーの落ちた地で…』
  - 監督、ゲームデザイン、演出、サウンド監修、設定制作、シナリオ原案・監修、モーションデザイン、グラフィック
- PlayStation 2『機動戦士ガンダム』
  - 監督、演出、映像編集
- PlayStation 2『機動戦士ガンダム戦記』
  - 監督、ゲームデザイン、サウンド監修、設定・シナリオ、演出、映像編集
- PlayStation 2『機動戦士ガンダム　めぐりあい宇宙』
  - 監督、ゲームデザイン、演出、サウンド監修、設定・シナリオ監修、映像編集
- PlayStation 2『エウレカセブンTR:1 NEW WAVE』
  - 監督、ゲームデザイン、設定・シナリオ監修
- PlayStation 2『エウレカセブンTR:2 NEW VISION』
  - 監督、ゲームデザイン、設定・シナリオ監修
- Wii『機動戦士ガンダム　MS戦線0079』
  - 監督、ゲームデザイン、設定・シナリオ、演出
- ニンテンドーDS『機動戦士ガンダム00』
  - 監督、ゲームデザイン、シナリオ
- PlayStation 3『機動戦士ガンダム バトルオペレーション』
  - 監督[1]、ゲームデザイン、企画
- PlayStation 3『機動戦士ガンダム サイドストーリーズ』
  - 監督
- PlayStation 4、PlayStation 5『機動戦士ガンダム バトルオペレーション2』
  - 各種監修
- PlayStation 4、PlayStation 5『機動戦士ガンダム バトルオペレーション コードフェアリー』
  - 脚本

## その他の活動
- ベック入社前はA-WAVEに在籍し、スーパーファミコン『RINGS』（キングレコード）、セガサターン『シーバスフィッシング』（ビクター）などでグラフィックを担当
- ガンダムエースでコラム連載（終了）
- アニメ『交響詩篇エウレカセブン』の企画に参加
- ガンダム関連の漫画や小説のあとがき
- 高等学校や専門学校での講演